# Babura (Medan Sunggal)
Babura is een bestuurslaag in het regentschap Medan van de provincie Noord-Sumatra, Indonesië. Babura telt 9189 inwoners (volkstelling 2010).